# القصر الأسقفي الصيفي في براتيسلافا

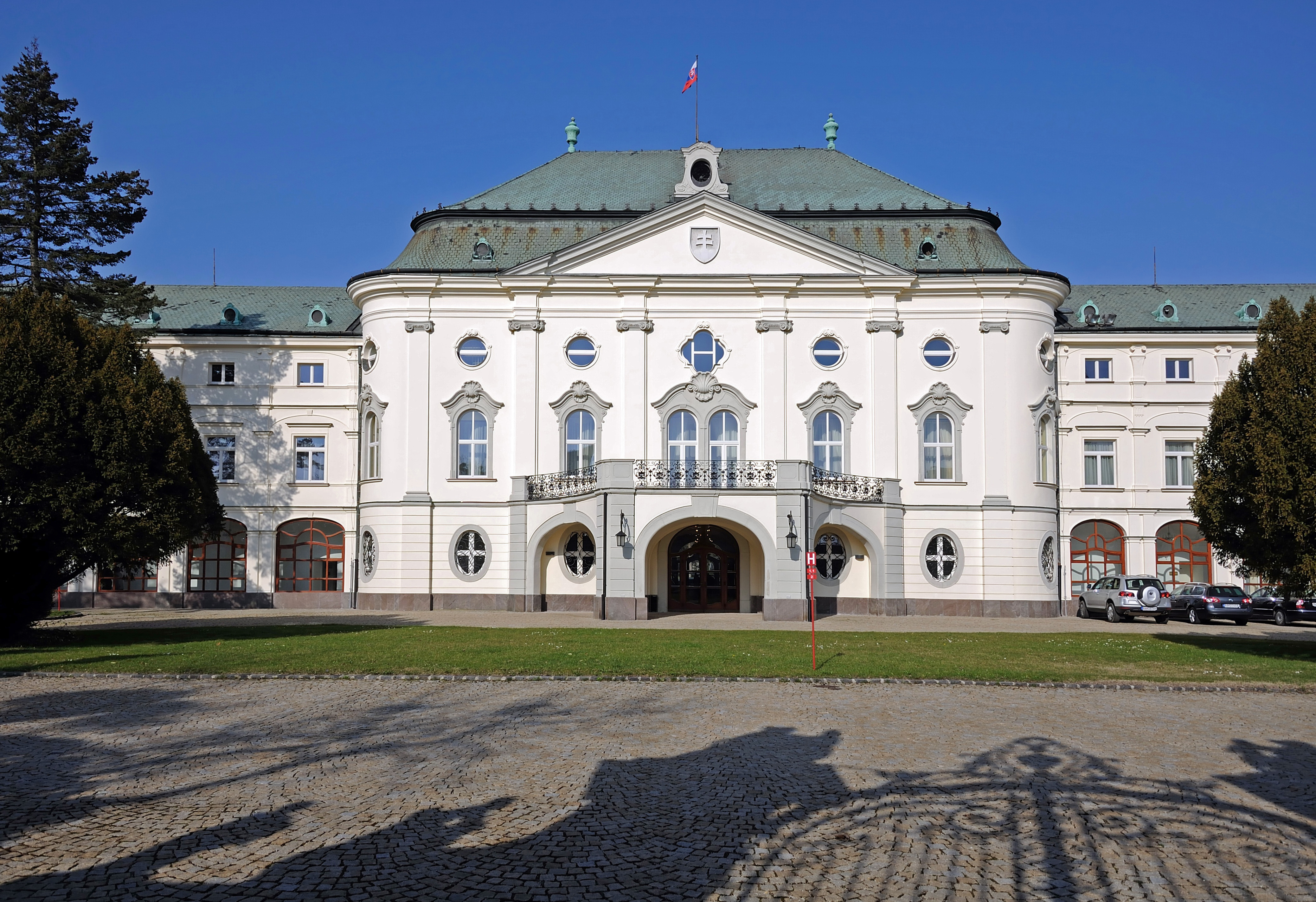
لقصر الأسقفي الصيفي في براتيسلافا.

القصر الأسقفي الصيفي في براتيسلافا (بالسلوفاكيّة: Letný arcibiskupský palác؛ بالمجرية: érseki nyári palota) هو المقر السابق لرئيس أساقفة براتيسلافا.
كان القصر أصلاً في القرن السابع عشر مقعد الصيفي للأساقفة أزترغوم (وقد أحتلت المدينة من قِبل الدولة العثمانية عام 1543، وتحول القصر إلى مقر رؤساء الأساقفة في براتيسلافا). تملك القصر اليوم حكومة سلوفاكيا.